# Isthmomys flavidus
Isthmomys flavidus је врста глодара из породице хрчкова (Cricetidae).

## Распрострањење
Ареал врсте је ограничен на једну државу. Панама је једино познато природно станиште врсте.

## Станиште
Станиште врсте су шуме.

## Угроженост
Ова врста је на нижем степену опасности од изумирања, и сматра се скоро угроженим таксоном.